# Bruno Conti (attore)
Bruno Conti (Roma, 9 giugno 1961) è un attore, doppiatore e regista teatrale italiano.

## Biografia
Ha iniziato la sua carriera di attore teatrale negli anni ottanta in compagnie teatrali dei generi più diversi, dalla tradizione del teatro dialettale a quello del teatro di tradizione fino a novità assolute del teatro sperimentale. Carriera che continua tutt'oggi con all'attivo più di sessanta commedie e rappresentazioni teatrali.
Nel 1988 inizia la sua carriera di doppiatore per film e fiction televisive tra cui si ricordano i suoi doppiaggi di Jean Roger Milo nel film Germinal o di David Strathairn ne L'ultima eclissi che ottenne per scelta diretta dei registi.
Nel 1995 scrive, interpreta e dirige lo spettacolo per orchestra, coro, ottetto jazz e attore solista dal titolo Frontiere con la scuola di musica CIAC di Roma rappresentato a Massenzio nell'ambito dell'Europa Roma Festival e poi replicato al Teatro Olimpico.
Negli anni seguenti mette in scena altri spettacoli quali A proposito di Ludovico Vaan, sulla vita di Beethoven o Er vangelo secondo noantri di Bartolomeo Rossetti e altri recital vari. Per tutti gli spettacoli da lui diretti, scrive sempre anche le musiche.
Anche se in quantità minore dei lavori teatrali e di doppiaggio, dalla metà degli anni novanta, recita in varie fiction televisive e nel cinema tra cui l'interpretazione del personaggio di Gemito nel film Romanzo Criminale di Michele Placido.
Nel 2009 ha portato in scena insieme a Giorgio Carosi la piece teatrale La Svolta di Giampaolo Rugo.
Conti ha partecipato al doppiaggio inglese (diretto da Francesco Vairano) del film Pinocchio (2019) di Matteo Garrone, doppiando il personaggio di Giangio, interpretato da Domenico Centamore.

## Filmografia

### Cinema
- RDF - Rumori di fondo, regia di Claudio Camarca (1996)
- Prima del tramonto, regia di Stefano Incerti (1999)
- Gente di Roma, regia di Ettore Scola (2003)
- Romanzo criminale, regia di Michele Placido (2005)
- Solitudo, regia di Pino Borselli (2007)
- Domani, regia di Francesca Archibugi (2009)
- Natale a Londra - Dio salvi la regina, regia di Volfango De Biasi (2016)
- A Tor Bella Monaca non piove mai regia di Marco Bocci (2019)
- Bastardi a mano armata, regia di Gabriele Albanesi  (2021)

### Televisione
- Anni '60, regia di Carlo Vanzina – miniserie TV (1999)
- Distretto di Polizia, regia Renato De Maria – serie TV, episodio 1x09 (2000)
- La squadra – serie TV
- Distretto di Polizia 2, regia Antonello Grimaldi – serie TV, episodio 2x11 (2001)
- Lo zio d'America, regia di Rossella Izzo – miniserie TV (2002)
- Provaci ancora prof! – serie TV, 2 episodi (2005-2007)
- Distretto di Polizia 5, regia Lucio Gaudino – serie TV, episodio 5x19 e 5x20 (2005)
- Ricomincio da me, regia di Rossella Izzo – miniserie TV (2005)
- Un ciclone in famiglia 2 – serie TV (2006)
- Carabinieri 7 – serie TV
- R.I.S. 5 - Delitti imperfetti, regia di Fabio Tagliavia – serie TV, episodio 5x09 (2009)
- I Cesaroni, regia di Francesco Vicario – serie TV, episodio 3x02 (2009)
- Il ritmo della vita, regia di Rossella Izzo – film TV (2009)
- Fratelli detective, regia di Rossella Izzo – film TV (2009)
- La narcotici – serie TV, 6 episodi (2011)
- Anita Garibaldi, regia di Claudio Bonivento – miniserie TV (2012)
- L'ultimo papa re, regia di Luca Manfredi – miniserie TV (2013)
- Il peccato e la vergogna 2, regia di Alessio Inturri (2014)
- Una pallottola nel cuore, regia di Luca Manfredi (2014)
- Una pallottola nel cuore 2, regia di Luca Manfredi (2015)
- Squadra mobile - Operazione Mafia Capitale, regia di Alexis Sweet - episodi 2x04, 2x08, 2x13 (2017)
- Rocco Schiavone 2, regia di Giulio Manfredonia – serie TV, episodio 2x01 (2018)

## Pubblicità
- Spot "Trenitalia", regia di Ricky Tognazzi

## Teatro (parziale)

### Attore
- Harvey di Mary Chase, Compagnia Mario Chiocchio, regia Piero Maccarinelli (1995-1997)
- Due uomini targati Eva, Compagnia Pino Ammendola e Nicola Pistoia, regia Ettore Scola (1999)
- Il piccoletto di Roma, regia di Ettore Scola (1999)
- Il cappello di carta di Gianni Clementi, regia Nora Venturini (1999)
- I tre Compari di Daniele Costantini (2000)
- Ti aspetto in sala d'aspetto di Silvia Scola, regia di Daniele Costantini (2001)
- Dieci piccoli indiani di Agata Christie, Teatro Stabile del Giallo (2002)
- I Rusteghi di Carlo Goldoni, Compagnia L'Albero Teatro Canzone (2002)
- Confusioni di R. Ackenbourgh, Compagnia L'Albero Teatro Canzone (2003)
- Chiacchiere e sangue di Daniele Costantini (2003)
- La Bottega del caffè di Carlo Goldoni, Compagnia Teatro del sogno, Regia di Nicasio Anzelmo (2005)
- L'uomo la bestia e la virtù di Luigi Pirandello, Compagnia Teatro Eliseo, regia di Fabio Grossi (2005-2007)
- La svolta di Giampaolo Rugo, regia di Claudio Insegno (2009)
- Frontiere: concerto per orchestra, ottetto jazz e attore solista - RomaEuropaFestival (1997)
- La cena dei cretini - Compagnia Histriones (2009)
- Pensione Pomodoro - Compagnia Histriones (2011)
- La spallata - Compagnia Histriones (2012)
- Il Conte Tacchia di Tony Fornari, regia di Gino Landi (2015)
- IL padrone  di Gianni Clementi (2018)

## Doppiaggio

### Cinema
- Graham McTavish in Lo Hobbit - Un viaggio inaspettato, Lo Hobbit - La desolazione di Smaug, Lo Hobbit - La battaglia delle cinque armate
- Mike Tyson in Una notte da leoni, Una notte da leoni 2, Scary Movie V
- Luis Guzmán in Poliziotto speciale, Omicidio in diretta
- Ryan Dunn in Jackass: The Movie, Jackass 3D
- Cam Neely in Scemo & più scemo, Scemo & + scemo 2
- James Brown in Il genio, Blues Brothers: Il mito continua
- Danny Trejo in Salton Sea - Incubi e menzogne
- David Bradley in Harry Potter e la camera dei segreti
- Ron Cook in Chocolat
- Michael Rispoli in S.O.S. Summer of Sam - Panico a New York
- Clancy Brown in Flubber - Un professore tra le nuvole
- Clifton Powell in Norbit
- David Steen in Django Unchained
- Keith David in Clockers
- Timothy Spall in Vatel
- David Strathairn in L'ultima eclissi
- Richard Brooks in L'ora della violenza
- David Vadim in Soldato Jane
- John Toles-Bey in Extreme Measures - Soluzioni estreme
- George W. Scott ne Il castello
- Laurence Mason ne Il corvo - The Crow
- Tone Lōc in Posse - La leggenda di Jessie Lee
- Jean Lewis in Twin Town
- Bill Bailey in L'erba di Grace
- Keith Loneker in Out of sight
- Kevin Chapman in Mystic River
- Billy Idol in The Doors
- Heavy D in Le regole della casa del sidro
- Jean-Roger Milo in Germinal
- Arno Chevrier ne Il nano rosso
- Rhys Ifans in Garfield 2
- Marshall R. Teague in Delitto + castigo a Suburbia
- Ted Arcidi in Cose nostre - Malavita
- Vincenzo Nicoli in Alien³
- Domenico Centamore in Pinocchio (film 2019, versione inglese)
- Kevin Jones  in Lo scapolo d'oro

### Film d'animazione
- Dr. Denti in Ecco il film dei Muppet, Giallo in casa Muppet
- McBunny in Garfield 2
- l'infermiere AJ in Up
- Nathan Bunce in Fantastic Mr. Fox

### Serie animate
- Kang e Kodos in I Simpson (1° voce)
- Kavo in A scuola con l'imperatore
- Don King in South Park (episodio 1x08)
- Tork Maddox in Hot Wheels AcceleRacers
- Cap. Black in Capitan Scarlet
- Tenardier ne I miserabili
- John Henry Irons / Acciaio in Superman (1° voce)
- Majitani in Hunter × Hunter